# Mormia ignava
Mormia ignava és una espècie d'insecte dípter pertanyent a la família dels psicòdids.

## Descripció
- Mascle: vèrtex amb els costats arrodonits i l'occipuci aplanat, pèls uniformement distribuïts sobre la superfície; ales pàl·lides; fèmur més llarg que la tíbia; antenes de 0,90 mm de llargària i ales d'1,47 mm de llargada i 0,45 d'amplada.
- Femella: similar al mascle, però amb antenes de 0,56-0,62 mm de longitud i ales d'1,42-1,55 mm de llargària i 0,45-0,47 d'amplada.[3]

## Distribució geogràfica
Es troba a Indonèsia: és un endemisme de Papua Occidental.